# Кайла, Эльмо
Эльмо Эдвард Кайла (фин. Elmo Edvard Kaila; 6 февраля 1888, Йокиойнен — 16 мая 1935, Хельсинки) — финский общественно-политический деятель, националист и фенноман, участник гражданской войны на белой стороне. Организатор шюцкоровского подполья в Хельсинки. Идеолог Великой Финляндии, один из лидеров Карельского академического общества. Известен также как учёный-географ.

## Происхождение, образование, преподавание
Родился в семье лютеранского священнослужителя. Старший брат Эльмо Кайлы — Тойво Кайла — известный писатель и дипломат. Младший брат — Ауно Кайла — офицер финских егерей.
Окончил Хельсинкский университет, в 1908 получил степени бакалавра-искусствоведа. До 1917 преподавал экономическую географию. Был автором школьного учебника географии.
В 13-летнем возрасте Эльмо Эдвард сменил шведскую фамилию Йоханссон на финскую — Кайла.

## Националистическое подполье
Эльмо Кайла был убеждённым националистом, фенноманом и сторонником финляндской независимости. Во время Первой мировой войны он поддерживал кайзеровскую Германию против царской России. Организовывал движение финских егерей, сотрудничал в этом с Пааво Талвелой. Курировал сеть немецких агентов в Финляндии, изготовление поддельных документов и контрабанду оружия.
После Февральской революции Кайла открыто присоединился к Охранному корпусу. Особенность позиции Эльмо Кайлы заключалась в том, что он вёл пропаганду Шюцкора не только среди интеллигенции и крестьянства, но и в рабочем классе, старался включать рабочих в движение за независимость.

## Антикоммунистическое подполье. Политические проекты
При начале гражданской войны Кайла находился в Хельсинки. Столица Финляндии оказалась под контролем красных, ориентированных на РСФСР. В коммунистах Эльмо Кайла видел прежде всего врагов независимости, агентуру «нового издания Российской империи». Он возглавлял в Хельсинки подпольные группы Шюцкора.

Выбранная роль характерна для него. Он избегал видимых руководящих постов. Но он был как рыба в воде там, где велись тайные операции. Заговорщицкое мышление являлось большим, чем вторая натура Кайлы — оно было частью его личности.

В марте 1918 вынужден был бежать через Таллинн в Берлин. Уже в апреле вернулся в Хельсинки, занятый немецкими войсками.
После победы белых Кайла выступал за установление в Финляндии прогерманской монархии — поскольку рассчитывал на победу Германии в Первой мировой войне и помощь Берлина в присоединении Восточной Карелии. Поражение Германии заставило изменить позицию, Кайла переориентировался на Маннергейма. Убеждал его установить военную диктатуру и начать войну за Карелию. Однако эти планы тоже не были реализованы.
Кайла начал вырабатывать новую программу действий. При всех тактических зигзагах главным в его позиции было создание Великой Финляндии, консолидация всех территорий, населённых финно-угорскими народами. Прочие политические установки подчинялись этой цели.

## Националистический политик. Председательство в AKS
Опираясь на авторитет в Охранном корпусе, Эльмо Кайла предложил программу военной реформы, ориентированную на неизбежную войну против СССР за финно-угорские территории. Проект, в частности, предполагал увольнение из финских вооружённых сил офицеров, служивших в русской царской армии, и замену их шюцкоровскими и егерскими командирами. Это осложнило отношения Кайлы со сторонниками Маннергейма.
Эльмо Кайла считал необходимым обеспечение массовой народной поддержки финской армии. Будучи антикоммунистом, он довольно лояльно относился к социал-демократам, признающим независимость Финляндии. По-прежнему выступал за сближение Шюцкора с рабочим движением. Эти идеи проводились через редактируемые Кайлой журналы Suojeluskuntalaisen Lehden (Журнал Охранного корпуса) и Sanan ja Miekan (Слово и меч).
В феврале-марте 1922 Эльмо Кайла принял активное участие в создании Карельского академического общества (AKS) — организационного и идейного центра великофинского движения. Дважды — в 1923—1927 и 1928—1930 — был председателем AKS. Проводил в Обществе линию Шюцкора и военных националистов. Период руководства Кайлы был отмечен военизацией AKS.
Формальное председательство было не характерно для политического стиля Кайлы. Обычно он дистанцировался от публичности, предпочитая «теневые» методы влияния и руководства.
Несмотря на национализм и фенноманию, Эльмо Кайла был сторонником консолидации финского и шведского населения на основе великофинского проекта, выступал против дискриминации шведского языка в Финляндии. Это приводило к конфликтам с крайними радикалами AKS. Главным конкурентом Эльмо Кайлы в борьбе за лидерство в Обществе был Элиас Симойоки.

## Учёный хранитель архива
В 1929 году Эльмо Кайла получил серьёзную травму от удара по голове самолётным пропеллером. По состоянию здоровья он вынужден был снизить общественно-политическую активность. Занялся научными исследованиями в области исторической географии.
В 1932 Эльмо Кайла получил учёную степень доктора географических наук. Был назначен хранителем военного архива, занимал эту должность до кончины. Скончался Эльмо Кайла в возрасте 47 лет.
Современные финские националисты считают Эльмо Кайлу одним из тех, кто посвятил свою жизнь борьбе за национальное существование Финляндии.

## Семья
Эльмо Кайла был дважды женат. В браке с Айно Лююди Похйонен имел дочь Анну-Майю Мартилу. Второй его женой была Марта Мария Элеонора Антони. В этом браке родились сыновья Эрмо Эдвард и Клаус и дочь Лаеля Антере.